# Chrysochalcissa physomeri
Chrysochalcissa physomeri är en stekelart som beskrevs av Boucek 1978. Chrysochalcissa physomeri ingår i släktet Chrysochalcissa och familjen gallglanssteklar. Inga underarter finns listade i Catalogue of Life.